# 台湾の民主化
台湾の民主化（たいわんのみんしゅか）とは、中国国民党の一党独裁に対する台湾の民主化運動とその過程。1987年の戒厳令解除により達成された。
党外運動と呼ばれる当時の反体制派の運動と体制側の改良主義者との交渉により達成された。
台湾の民主化は統治エリートに主導された「改革型」に属する。

## 歴史

### 前史
1945年10月25日、台湾は日本の敗戦により中華民国に編入された（台湾光復）。1949年、国共内戦により中国国民党率いる中華民国政府は大陸での拠点を失って台北に移転し、台湾を大陸反攻の拠点とした。
1947年、戦後大陸から台湾に移り住んだ外省人と以前から台湾にいた本省人と対立が深まり、二・二八事件が発生。本省人のインテリ層や学生らが共産主義に傾倒したことから、反共を取り締まるため戒厳令が敷かれた。この間相互監視や密告が奨励され、知識人や民主化活動家の投獄が行われた（白色テロ）。
1972年、蔣介石総統の長男である蔣経国が行政院長に就任。立法院の改革として部分改選を導入した。大陸で選出された議員（終身議員）はそのままとし、現時点で中華民国が統治している地域（台湾地区）の議員の定数を増やして定期改選するというものだった。これにより政治競争が生まれ、本省人の政治参加に繋がった。このような政治改革により改革言論が限定的ながら容認されるようになり、言論活動も活発化した。戒厳令下にあっても選挙期間には相対的に取り締まりが緩んだ。
1977年、党外勢力が地方公職選挙で躍進した。桃園県長選挙での開票不正に抗議し警察署を焼き討ちにする中壢事件が発生。不正選挙への初めての抗議となり、後の街頭抗議活動のはしりとなった。
1979年12月、美麗島事件が発生し、党外の主要人物が投獄された。治安部隊による弾圧が国際社会からの批判を受け、公開での軍事裁判実施を余儀なくされた。本事件の被告に同情が集まったことで「党外」の正統性が高まった。以後、白色テロは続いたものの、戒厳令下の言論取締りは形骸化した。

### 民主化の開始
台湾における権威主義体制から民主主義体制への移行は1986年3月の国民党12期三中全会による「政治革新」決議、同年4月、政治革新十二人小組の設置、および同年10月の「国家安全法」と「動員戡乱時期人民団体法」の改正採択により始まった。
同年9月、党外勢力が民主進歩党を結成。政府はこれを条件付きで容認した。
1987年7月、1949年に布告された戒厳令が解除された。1988年、報禁（新規新聞発行禁止・ページ数の制限）の解除、1989年には新規政党結成禁止の解除が実施された。
一連の自由化措置が実施される中、台湾海峡の往来自由化を決断した蔣経国総統だったが、1988年1月13日に77歳で死去した。

### 李登輝による民主化
蔣経国が亡くなると即日、憲法の規定に基づいて副総統の李登輝が総統に就任した。
李登輝は4度にわたる憲法改正（中華民国憲法増修条文の制定）により政治改革に取り組んだ。
新規政党の結成が合法化されたことで、立法院改革が次なるテーマとなった。このために終身議員の排除が課題となった。しかし、大陸地区で選出された終身議員の存在が中華民国政府が全中国を代表する正統性の源泉であること、既得権益の喪失を懸念する党内保守派の抵抗があったことにより排除には困難を極めた。1988年2月、国民党中央常務委員会が「中央民意機構充実案」を採択。憲法改正までの一旦は国会の定員枠の拡大と終身議員の自主退職を促す改革方針がとられることとなった。
1990年3月、国民大会において総統選挙が実施され、李登輝が当選。この選挙を契機に党上層部内での主流派と非主流派の対立が表面化した。李登輝は街頭での民主化運動の高まりを背景に、朝野人士を招集し「国是会議」を招集した。1991年4月、李登輝は内戦状態を規定してきた「動員戡乱時期臨時条款」の廃止を宣言。終身議員は1991年末までに全員退職することが決まった。
第一次改憲は第一期国民大会において行われた。臨時条款の廃止、および全面改選が実施される第二期以降の国民大会代表と立法委員の選挙方法を定めた。
1991年末、第一次改憲に基づき国民大会の全面改選が実施された。台湾独立を標榜した民進党はその急進性から世論の支持を集めることができず、国民党が改憲案可決に必要な単独四分の三議席以上を獲得した。
第二次改憲は1992年、改選後の国民大会において実施された。この改憲では台湾省、台北市、高雄市の重要地方行政首長の民選化が決定された。ただし総統選挙の直接選挙実施案の採択は党内非主流派の反対により延期された。
同年、立法院の全面改選が行われ民進党が躍進し三分の一議席を獲得。政界全体で本省人の影響力が拡大した。この動きに反発した党内非主流派は新党を結成し、党内主流派の体制を盤石なものとした。
第三次改憲は1994年、相対多数当選制の総統直接選挙方式の採用を決めた。
1996年、史上初の総統直接選挙が実施され、3組の有力候補を抑えて李登輝が当選した。
第四次改憲は1997年、台湾省政府の機能凍結と総統による行政院長任命に際しての立法院の同意権の削除を決めた。
2000年の総統選挙で民主進歩党の陳水扁が当選。初めての政権交代が実現した。
李登輝の民主化では被害者への補償は行ったが、加害者の起訴、人権侵害の調査は行われなかった。当時の台湾民主化勢力は「真実と和解の交換」を口にする力が無かった。
李登輝に代表されるように本省人のエリートは体制側として編入されたため、民主化弾圧の共犯者であった。そのため二・二八事件と白色テロなど暴力以外の解決には向かわなかった。